# VLT de Abuja
Abuja Rail Mass Transit (em português: Trânsito em massa sobre trilhos de Abuja) conhecido como VLT de Abuja, é um sistema de veículo leve sobre trilhos no Território da Capital Federal da Nigéria. É o primeiro sistema de transporte rápido no país e na África Ocidental e o segundo sistema desse tipo na África subsariana (após o VLT de Ades Abeba). A primeira fase do projeto conecta o centro da cidade ao Aeroporto Internacional Nnamdi Azikiwe, parando na estação da  ferrovia Abuja-Kaduna em Idu. A linha do VLT de Abuja abriu em 12 de julho de 2018 e abriu para passageiros na semana seguinte.

## História
O planejamento de um sistema de veículo leve sobre trilhos começou em 1997, mas foi atrasado por questões de financiamento. A CCECC Nigéria venceu o contrato para a construção das primeiras 2 fases, conhecidas como lote 1 e 3, em maio de 2007.
A primeira fase, com seus 42,5 km de extensão, 2 linhas e 12 estações, abriu em julho de 2018, ligando o centro de Abuja ao aeroporto Nnamdi Azikiwe pela ferrovia de bitola padrão, Lagos-Kano, em Idu. O custo de toda a rede ferroviária proposta de 290 km, a ser realizada em 6 fases, será de 824 milhões de dólares estadunidenses , e será construída pela companhia de construção de engenharia civil da China, com 60% dos custos financiados pelo banco de exportação e importação da China.

## Operação
Em 2018, foi aberta apenas a seção entre a estação de metrô de Abuja e o aeroporto, com uma estação intermediária em Idu. As nove estações restantes não estão em operação, e a abertura delas está programada para 2020.
O material rodante usado nessa linha consiste, inicialmente, de apenas três vagões ferroviários. Posteriormente três outros vagões estão programados para serem encomendados no meio de 2020.
Desde a abertura, a linha opera em partidas significativamente menos frequentes, comparado com outros sistemas de VLT pelo mundo; com apenas três partidas por dia, de Idu para a estação de metrô de Abuja, com duas percorrendo todo o comprimento da linha até o aeroporto, em dias de semana apenas.  A encomenda de material rodante foi antecipada para prover serviços a cada 30 minutos.
|                                  |                       |                           |
|                                  |                       |                           |
| Terminal da estação Idu por fora | A rota da estação Idu | Plataforma da estação Idu |

## Rede
A primeira fase da rede foi inaugurada em 12 de julho de 2018, 12 estações abertas nesta primeira fase.

### Linha amarela
A linha amarela vai do distrito central de negócios de Abuja ao Aeroporto Internacional Nnamdi Azikiwe.
| Estações       | Localização                |
| -------------- | -------------------------- |
| Metrô de Abuja | 9° 03′ 02″ N, 7° 28′ 19″ L |
| Estádio        | 9° 02′ 45″ N, 7° 27′ 06″ L |
| Kukwaba I      | 9° 02′ 25″ N, 7° 26′ 28″ L |
| Kukwaba II     | 9° 01′ 50″ N, 7° 25′ 21″ L |
| Wupa           | 9° 01′ 29″ N, 7° 23′ 42″ L |
| Idu            | 9° 02′ 48″ N, 7° 20′ 32″ L |
| Bassanjiwa     | 9° 00′ 49″ N, 7° 16′ 57″ L |
| Aeroporto      | 9° 00′ 22″ N, 7° 16′ 19″ L |

### Linha azul
A linha azul vai de Idu até Kubwa.
| Estações | Localização                |
| -------- | -------------------------- |
| Idu      | 9° 02′ 48″ N, 7° 20′ 32″ L |
| Gwagwa   | 9° 05′ 24″ N, 7° 17′ 07″ L |
| Deidei   | 9° 06′ 22″ N, 7° 17′ 14″ L |
| Kagini   | 9° 07′ 28″ N, 7° 17′ 32″ L |
| Gbazango | 9° 09′ 13″ N, 7° 18′ 40″ L |

## Expansão no futuro
Uma rede de 290 km foi proposta, dividida em 6 fases ou 'lotes'.As fases 1 e 3 já foram concluídas.
- A fase 2 irá de Gwagwalada pela estação de metrô para Nyanya.
- A fase 4 irá de Kuje para Karshi
- A fase 5 irá de Kubwa, por Bwari, para Suleja.
- A fase 6 irá do aeroporto, por Kuje e Gwagwalada para Dobi.